# رضا فرشيو
رضا فرشيو ولد في 8 أبريل 1945 في باردو، هو سياسي تونسي.

## السيرة الذاتية
تحصل رضا فرشيو على دكتوراه دولة في العلوم الاقتصادية من جامعة ولاية ميشيغان في 1975، وعمل كمدرس وباحث في جامعة تونس قرطاج الخاصة بين 1974 و1997، وكان مدير معهد الدراسات التجارية العليا بقرطاج بين 1976 و1988. بين 1989 و1991 كان مدير التعاون الدولي والتربصات والتكوين المستمر في معهد تمويل التنمية للمغرب العربي. 

كان مستشار وزير التربية بين 1991 و1993. أشرف أيضا على إدارة المعاهد العليا للدراسات التكنولوجية بين 1993 و1995، وبعد ذلك أصبح مدير ديوان وزير التعليم العالي حتى 1997، قبل أن يعين وزيرا للتربية في 9 أكتوبر 1997 في حكومة حامد القروي وذلك حتى 15 فبراير 1999. وعمل إثرها لمدة أشهر كمستشار للوزير الأول.

بين 2000 و2009 كان رئيس المجلس الوطني للإحصاء، قبل أن يصبح رئيس مدير عام معهد تونس دوفين.

## الحياة الخاصة
رضا فرشيو متزوج وأب لطفلين.